# 鄉鎮市區民代表

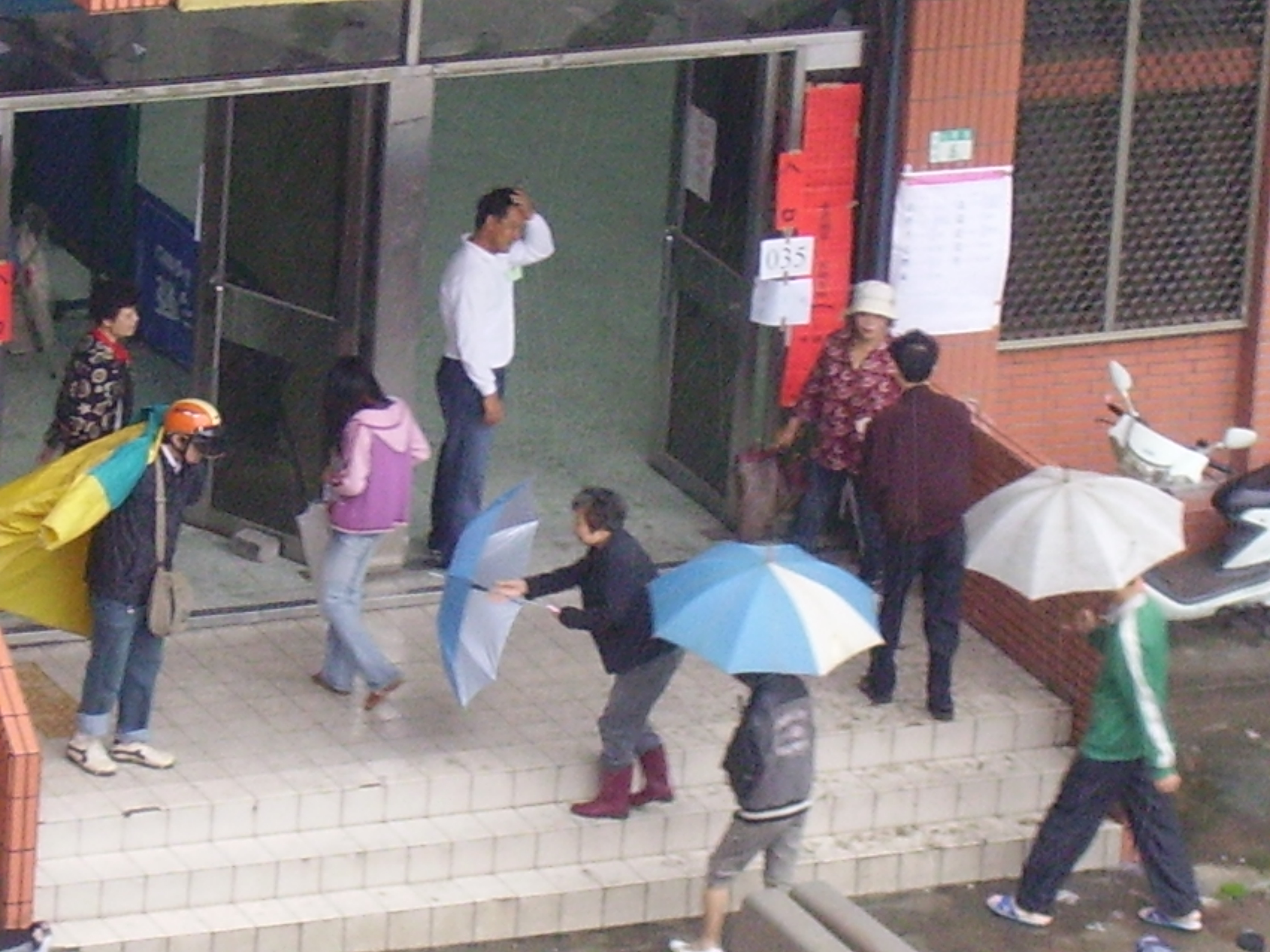
市民代表選舉的投票場所，及冒著豪雨參加投票的中華民國國民

鄉（鎮、市、區）民代表，簡稱鄉鎮市民代表，是中華民國的鄉、鎮、縣轄市及直轄市山地原住民區編制下的民意代表，為最基層的民意代表。
鄉鎮市民代表任期為四年一屆，而鄉鎮市民代表所組成的鄉鎮市民代表會也是制約鄉、鎮、縣轄市長及直轄市山地原住民區區長的民意機構。至2013年為止，中華民國自由地區境內所有的鄉（146個）、鎮（38個）、縣轄市（14個）及直轄市山地原住民區（6個）均設有各該鄉鎮市民代表會，各代表會人數最多31名。直轄市山地原住民區之區民代表會則從山地鄉改制而成立。雖然鄉鎮市自治事項層級並不高，鄉鎮市民代表所能監督的項目也不多，不過四年一次舉行的鄉鎮市民代表選舉仍相當激烈。以2006年6月10日舉行之鄉（鎮、市）民代表代表選舉為例子，光是當時尚屬臺灣省的臺北縣（後改制為直轄市的新北市）就有400名以上的市民代表候選人投入當時的10個縣轄市、名額僅百餘名的激烈選戰。

## 簡介
一般來說，簡稱鄉鎮市代的鄉鎮市民代表除了其基層代議士身分外，也是鄉鎮市長、縣議員、縣長、立法委員甚至總統的選舉樁腳。而與鄉（鎮、市）同級的區一般為派出機關，區長不經過人民選舉產生，由市長官派。由於為派出機關，不具自治能力，所以不設區民代表，區僅作為市幅過廣為方便行政而產生的中介區劃。然直轄市山地原住民區為地方自治團體而非派出機關，有民選之區長及區民代表。

## 組織

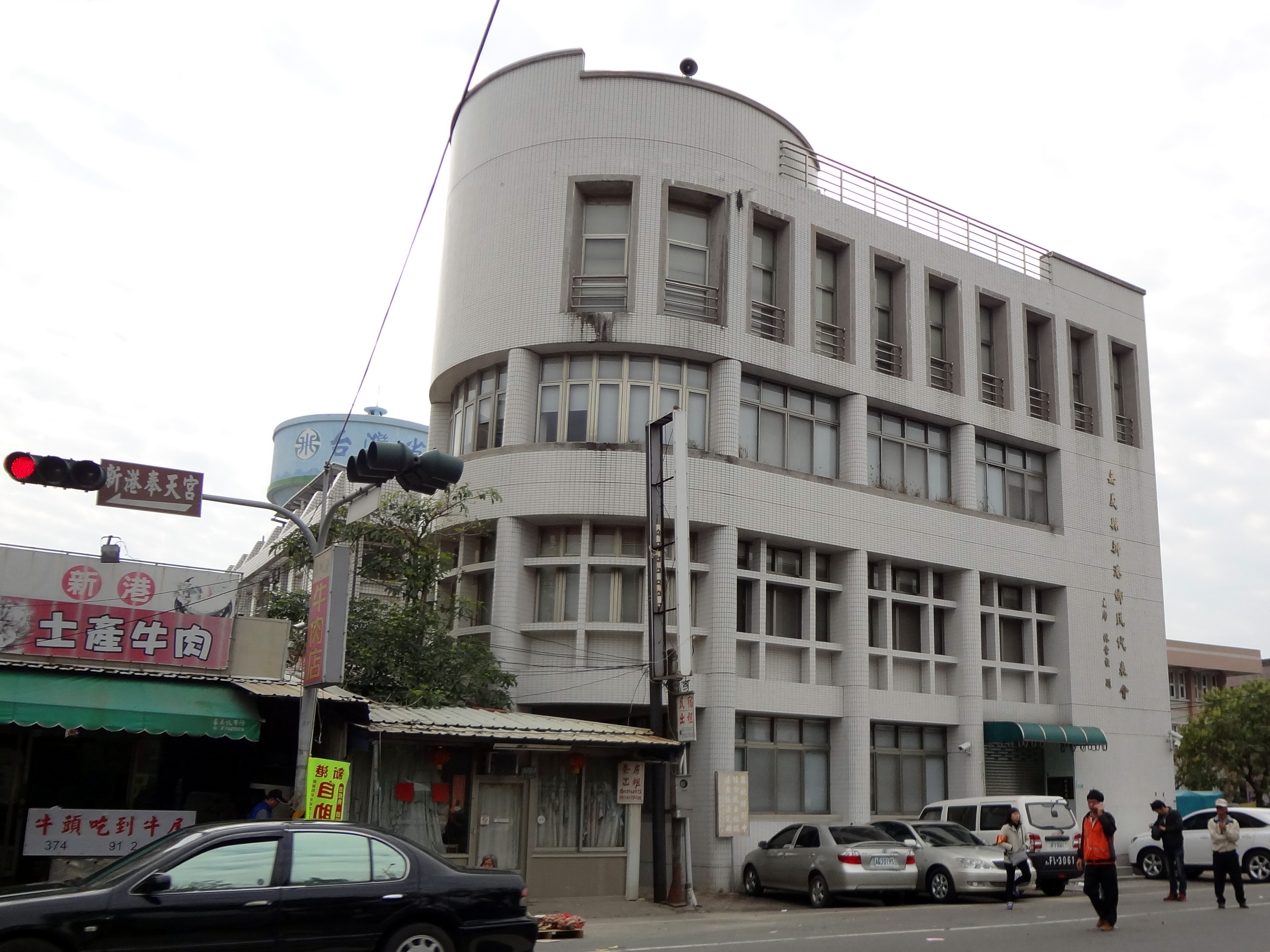
嘉義縣新港鄉民代表會

台灣的鄉鎮市民代表，法源來自《中華民國憲法》、《中華民國憲法增修條文》及其衍生出的《地方制度法》、地方立法機關組織準則與各鄉鎮市自治條例等法律條例。其人員總額視人口多寡有所增減，最少3人、法定最高名額可達31人。除此，相關規定亦規定鄉鎮市民代表得以連任，連任任期並無任何限制。
鄉鎮市民代表所組成的地方立法機關的名稱為鄉鎮市民代表會，並設置主席與副主席各一人來主導議會進行。而代表會組織尚可聘請秘書一人及辦事員數名（通常需具國家公務員身分）來佐理會務。另外，人口超過十五萬人者，該代表會尚可增加依法增加辦事人員數名。

## 職權
鄉鎮市民代表權力來自《地方制度法》；有給職、得連任，且連任不限次數。
一般來說，鄉鎮市民代表的功能有：議決該鄉鎮市之自訂規約，議決預算分配，議決臨時稅課，議決鄉鎮市財產之處分，議決鄉鎮市公所組織自治條例及所屬事業機構組織自治條例，議決鄉鎮市公所提案事項，議決本鄉鎮市決算報告，議決鄉鎮市市民代表提案事項及接受人民請願。換句話說，屬於鄉鎮市地方基層事務者及特別稅收皆須鄉鎮市代監督。
因地方稅、警政等最基本區劃單位為縣級，因此市民代表所監督之縣轄市實際事務並無太多權力分享。故實務上，鄉鎮市民代表最重要的工作有二，一者是質詢鄉鎮市長及公所一級主管，爭取分配縣所撥下之地方預算；二者為接受人民各種地方事務如緩拆違建、減免行政罰款等等請託關說。而後者的陳情，則讓鄉鎮市民代表演變成一般民眾與縣議員或直轄市議員及立法委員間的溝通管道之一。

## 選舉狀況

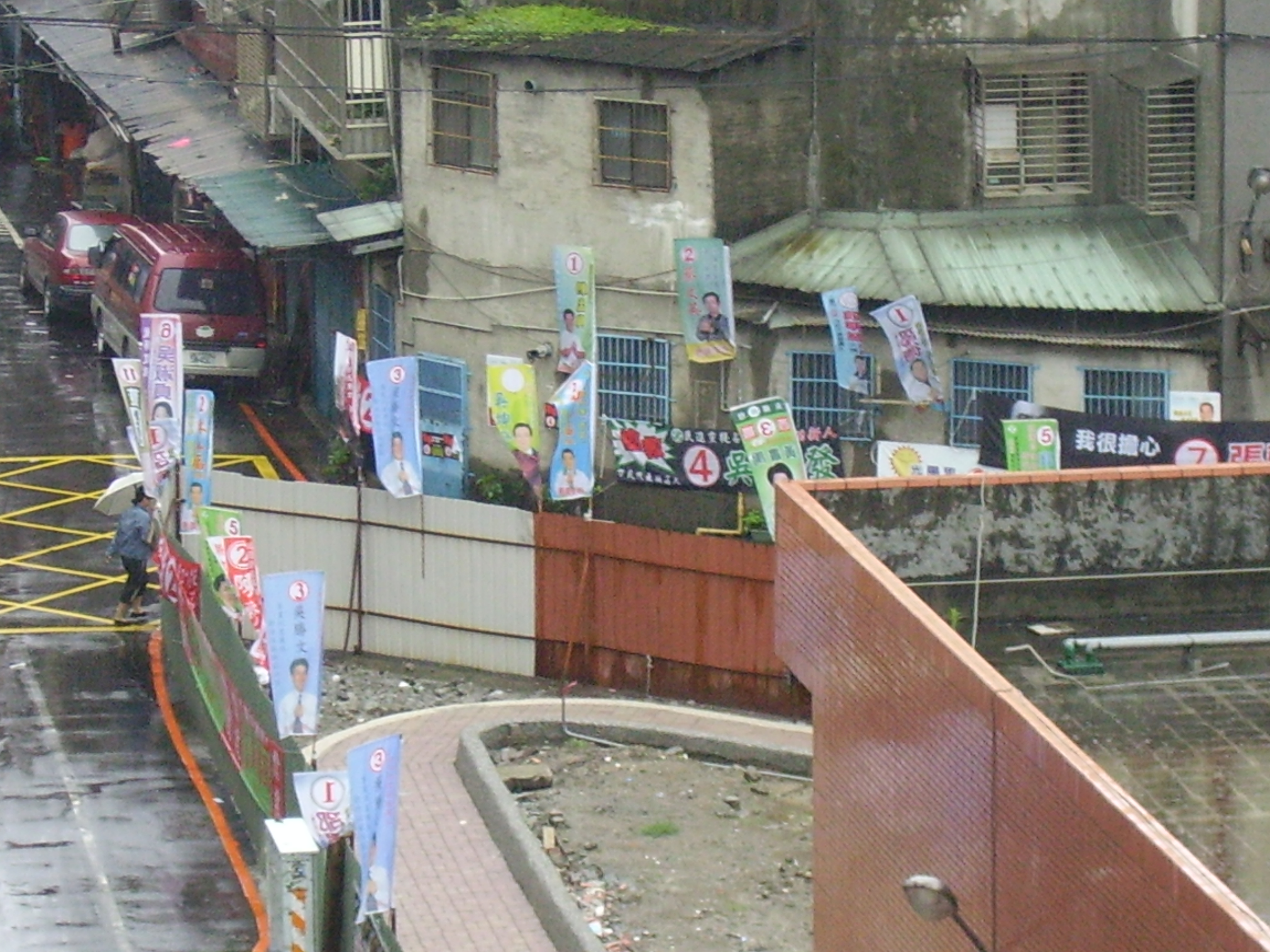
滿街插著選舉旗幟的市民代表選舉

於選舉方式方面，鄉鎮市民代表選舉與其他中華民國選舉相同，是以普通、平等、直接及無記名單記投票法行之。其中，普通是指滿20歲的中華民國國民除了禠奪公權尚未復權或受禁治產宣告尚未撤銷者之外，皆可成為設籍滿一定期限的所在地之選舉人，無其他限制。另外，平等即為一人一票，一票一值；而直接及無記名，則表示投票行為必須親自且直接圈選，而選票上不可簽名蓋章按指印，否則無效。

### 賄選
由於基層代表規模小，因地制宜性質大，政黨介入功效不大，因此各政黨參與情況較低，歷屆投票率也只約略在50%左右。不過也因為鄉鎮市民代表層級較低，加上採取極小選區等因素，賄選情況十分嚴重。就2006年選舉而言，即使台灣檢調單位積極查賄，但是台灣各地賄選檢舉傳聞與檢舉仍甚囂塵上。以曾經為台灣第一大縣、人口高達370萬以上的臺北縣（今新北市）而言，涉及市民代表的賄選案就超過800件。

## 鄉鎮區民意代表機關

### 中國大陸時期
自1930年公佈《市組織法》後，開始由 保民大會 選出區民代表；於西元1949年政府撤至台灣後，區民與保甲制度就不再施行，2000年才將《市組織法》廢止。

#### 選舉
依據1930年制定公布的《市組織法》（以下簡稱1930年《市組織法》），「區於區長民選時，設區民代表會，由區民大會選舉之代表組織之。」《市組織法》1943年修正公布全文，直到2000年公布廢止（以下簡稱1943年《市組織法》），「區設區民代表會，區民代表由保民大會選舉之，每保二人，任期二年，連選得連任。」

#### 罷免
依據1930年《市組織法》，區民代表違法或失職，由各坊罷免之。依據1943年《市組織法》，「區民代表違法或失職，由保民大會罷免之。」

#### 組織
區民代表會設主席一人，由區民代表互選之。區民代表會開會時，1930年《市組織法》規定應通知區長、區監察委員、以及所屬各坊坊長列席，但1943年《市組織法》規定得通知區長、保長列席。區民代表會，原則每三個月開會一次，由主席召集之，必要時開臨時會。

#### 職權
依據1930年《市組織法》，區民代表會之職權是：
1. 審核區預算、決算。
2. 審議市政府或區公所交議事項。
3. 審議所屬坊公所提議事項。
4. 審議代表提議事項。
5. 其他應行審議事項。

依據1943年《市組織法》，區民代表會之職權是：
1. 審議區規約及區與區相互間之公約。
2. 議決區長交議及本區內公民建議事項。
3. 選舉或罷免區長、副區長。
4. 聽取區公所報告及向區公所提出詢問事項。
5. 其他有關本區重要興革事項。

此外，《市參議員選舉條例》自從1945年公布施行，至1972年公布停止適用，2003年公布廢止，規定「區域選舉投票開票事務，由市政府派員會同區公所職員任之，並由區民代表會互推監察員在場監視。」

#### 廢止
《市組織法》於2000年公布廢止，以及《市參議員選舉條例》於1972年公布停止適用，2003年公布廢止，就使得區民代表在中華民國法律不復存在。中華民國在臺灣的區不再有區民代表會以及區民代表時，民意機構就是市議會，而民意代表就是市議員

### 臺灣時期

#### 區政諮詢委員
因應2010年中華民國縣市改制直轄市，改制區域之原鄉（鎮、市）民代表皆延任一年，隨後改聘為四年的「區政諮詢委員」，是區民代表廢止多年後因過渡時期出現的類似官銜。

#### 有限恢復區民代表
其中原由山地鄉改制者，2014年起改稱直轄市山地原住民區，有民選之區長及區民代表。
.

## 外部連結
- 鄉鎮市代表會之職權 （页面存档备份，存于）